# Daniel Padilla
Daniel Padilla (Manila, 26 de abril de 1995) é um ator e cantor filipino.

## Filmografia

### Televisão
- Pangako Sa ’Yo (ABS-CBN, 2015) como Angelo Buenavista
- Got to Believe (ABS-CBN, 2013) como Joaquin Manansala
- Kailangan Ko'y Ikaw (ABS-CBN, 2013) como Gregorio "Bogs" Dagohoy (jovem)
- Princess and I (ABS-CBN, 2012-2013) como Gino dela Rosa / Dasho Yuan Rinpoche
- ASAP (ABS-CBN, 2012-presente)
- Growing Up (ABS-CBN, 2011-2012) como Patrick Rivero
- Gimik 2010 (ABS-CBN, 2010) como Daniel Ledesma

### Filmes
- She's Dating the Gangster (2014)
- Pagpag (2013)
- Kuratong Baleleng[1] (2013)
- Must Be... Love (2013)
- Sisterakas (2012)
- 24/7 in Love (2012)

## Discografia
- 2013 - DJP
- 2012 - Daniel Padilla